# Ashville (Ohio)
Ashville é uma vila localizada no estado norte-americano de Ohio, no Condado de Pickaway.

## Demografia
Segundo o censo norte-americano de 2000, a sua população era de 3174 habitantes.
Em 2006, foi estimada uma população de 3273, um aumento de 99 (3.1%).

## Geografia
De acordo com o United States Census Bureau tem uma área de
4,0 km², dos quais 4,0 km² cobertos por terra e 0,0 km² cobertos por água. Ashville localiza-se a aproximadamente 212 m acima do nível do mar.

## Localidades na vizinhança
O diagrama seguinte representa as localidades num raio de 16 km ao redor de Ashville.